# Crypsithyris epachyrota
Crypsithyris epachyrota är en fjärilsart som beskrevs av Edward Meyrick 1917. Crypsithyris epachyrota ingår i släktet Crypsithyris och familjen äkta malar. Inga underarter finns listade i Catalogue of Life.